# Brits Dames Amateur Kampioenschap
Het Brits Dames Amateur Kampioenschap (British Ladies Amateur Championship) is een jaarlijks golfkampioenschap, dat sinds 1893 wordt gespeeld. De dames moeten tegenwoordig handicap 4.4 of lager hebben. Na het spelen van kwalificatierondes blijven er 64 speelsters over. De laatste rondes worden in matchplay gespeeld. De organisatie is in handen van de Ladies' Golf Union of Great Britain, die ook in 1893 werd opgericht.
Tot de oprichting van de Europese Tour in 1976 was dit toernooi het belangrijkste damestoernooi in Europa, waar op den duur ook speelsters van buiten Europa voor over kwamen. Het toernooi is samen met het Amerikaanse Amateurskampioenschap nog steeds het belangrijkste amateurstoernooi ter wereld.
In 1927 werd de dertigste editie gespeeld. Voor het eerst won een continentale speelster, de Française Simone de la Chaume. Eerder had zij al het Brits Amateur voor junioren gewonnen.
De winnares krijgt de 'Pam Barton Memorial Salver',  en wisselbeker die zij een jaar lang mag houden. De finaliste krijgt een jaar lang 'The Diana Fishwick Cup'. De officiële trofee waarop de namen gegraveerd worden, blijft bij de Ladies' Golf Union.
De 21-jarige winnares van 2009, Azahara Muñoz uit Málaga, is direct na haar overwinning professional geworden. In 2004 had ook zij al het Brits Amateur voor junioren gewonnen.

## Winnaressen
| Jaar                                                    | Baan                               | Land          | Winnares                 | Score    | Finaliste                       |
| ------------------------------------------------------- | ---------------------------------- | ------------- | ------------------------ | -------- | ------------------------------- |
| 2012                                                    | Carnoustie Golf Club               | Engeland      | Stephanie Meadow         | 4 & 3    | Rocio Sanchez Lobato            |
| 2011                                                    | Royal Portrush Golf Club           | Ierland       | Lauren Taylor            | 6 & 5    | Alexandra Bonetti               |
| 2010                                                    | Ganton Golf Club                   | Engeland      | Kelly Tidy               | 2 & 1    | Kelsey MacDonald                |
| 2009                                                    | Royal St David's Golf Club         | Wales         | Azahara Muñoz            | 2 & 1    | Carlota Ciganda                 |
| 2008                                                    | North Berwick West Links           | Schotland     | Anna Nordqvist           | 3 & 2    | Caroline Hedwall                |
| 2007                                                    | Alwoodley Golf Club                | Engeland      | Carlota Ciganda          | 4 & 3    | Anna Nordqvist                  |
| 2006                                                    | Royal County Down Golf Club        | Ierland       | Belen Mozo               | 3 & 1    | Anna Nordqvist                  |
| 2005                                                    | Littlestone Golf Club              | Engeland      | Louise Stahle            | 3 & 2    | Claire Coughlan                 |
| 2004                                                    | Gullane Golf Club                  | Schotland     | Louise Stahle            | 4 & 2    | Anna Highgate                   |
| 2003                                                    | Lindrick Golf Club                 | Engeland      | Elisa Serramia           | 2 up     | Pia Odefey                      |
| 2002                                                    | Ashburnham Golf Club               | Wales         | Rebecca Hudson           | 5 & 4    | Lindsey Wright                  |
| 2001                                                    | Ladybank Golf Club                 | Schotland     | Marta Prieto             | 4 & 3    | Emma Duggleby                   |
| 2000                                                    | Royal Birkdale Golf Club           | Engeland      | Rebecca Hudson           | 5 & 4    | Emma Duggleby                   |
| 1999                                                    | Royal Birkdale Golf Club           | Engeland      | Marine Monnet            | 1 up     | Rebecca Hudson                  |
| 1998                                                    | Little Aston Golf Club             | Engeland      | Kim Rostron              | 3 & 2    | Gwladys Nocera                  |
| 1997                                                    | Cruden Bay Golf Club               | Schotland     | Alison Rose              | 4 & 3    | Mhairi McKay                    |
| 1996                                                    | Royal Liverpool Golf Club          | Engeland      | Kelli Kuehne             | 5 & 3    | Becky Morgan                    |
| 1995                                                    | Royal Portrush Golf Club           | Ierland       | Julie Wade Hall          | 3 & 2    | Kristel Mourgue D'Algue         |
| 1994                                                    | Newport Golf Club                  | Wales         | Emma Duggleby            | 3 & 1    | Cecilia Mourgue D'Algue         |
| 1993                                                    | Royal Lytham & St Annes Golf Club  | Engeland      | Catriona Lambert         | 3 & 2    | Kirsty Speak                    |
| 1992                                                    | Saunton Golf Club                  | Engeland      | Pernille Pedersen        | 1 up     | Joanne Morley                   |
| 1991                                                    | Pannal Golf Club                   | Engeland      | Valérie Michaud          | 3 & 2    | Wendy Doolan                    |
| 1990                                                    | Dunbar Golf Club                   | Schotland     | Julie Wade Hall          | 3 & 2    | Helen Wadsworth                 |
| 1989                                                    | Royal Liverpool Golf Club          | Engeland      | Helen Dobson             | 6 & 5    | Elaine Farquharson              |
| 1988                                                    | Royal Cinque Ports Golf Club       | Engeland      | Joanne Furby             | 4 & 3    | Jule Wade Hall                  |
| 1987                                                    | Royal St David's Golf Club         | Wales         | Janet Collingham         | 19 holes | Susan Shapcott                  |
| 1986                                                    | West Sussex Golf Club              | Engeland      | Marnie McGuire           | 2 & 1    | Louise Briers                   |
| 1985                                                    | Ganton Golf Club                   | Engeland      | Lillian Behan            | 1 up     | Claire Waite                    |
| 1984                                                    | Royal Troon Golf Club              | Schotland     | Jody Rosenthal           | 4 & 3    | Julie Brown                     |
| 1983                                                    | Silloth on Solway Golf Club        | Engeland      | Jill Thornhill           | 4 & 2    | Regina Lautens                  |
| 1982                                                    | Walton Heath Golf Club             | Engeland      | Kitrina Douglas          | 4 & 2    | Gillian Stewart                 |
| 1981                                                    | Conwy Golf Club                    | Wales         | Belle Robertson          | 20 holes | Wilma Aitken                    |
| 1980                                                    | Woodhall Spa                       | Engeland      | Anne Quast               | 3 & 1    | Liv Wollin                      |
| 1979                                                    | Nairn Golf Club                    | Schotland     | Maureen Madill           | 2 & 1    | Jane Lock                       |
| 1978                                                    | Notts Golf Club                    | Engeland      | Edwina Kennedy           | 1 up     | Julia Greenhalgh                |
| 1977                                                    | Hillside Golf Club                 | Engeland      | Angela Uzielli           | 6 & 5    | Vanessa Marvin                  |
| 1976                                                    | Silloth on Solway Golf Club        | Engeland      | Cathy Panton             | 1 up     | Alison Sheard                   |
| 1975                                                    | St Andrews Links, Old Course       | Schotland     | Nancy Roth Syms          | 3 & 2    | Suzanne Cadden                  |
| 1974                                                    | Royal Porthcawl Golf Club          | Wales         | Carol Semple             | 2 & 1    | Angela Bonallack                |
| 1973                                                    | Carnoustie Golf Links              | Schotland     | Ann Irvin                | 3 & 2    | Mickey Walker                   |
| 1972                                                    | Hunstanton Golf Club               | Engeland      | Mickey Walker            | 2 up     | Claudine Clos-Rubin             |
| 1971                                                    | Alwoodley Golf Club                | Engeland      | Mickey Walker            | 3 & 1    | Beverly Huke                    |
| 1970                                                    | Gullane Golf Club                  | Schotland     | Dinah Oxley              | 1 up     | Belle Robertson                 |
| 1969                                                    | Royal Portrush Golf Club           | Ierland       | Catherine Lacoste        | 1 up     | Ann Irvin                       |
| 1968                                                    | Walton Heath Golf Club             | Engeland      | Brigitte Varangot        | 20 holes | Claudine Clos-Rubin             |
| 1967                                                    | Royal St David's Golf Club         | Wales         | Elizabeth Chadwick       | 1 up     | Mary Everard                    |
| 1966                                                    | Ganton Golf Club                   | Engeland      | Elizabeth Chadwick       | 3 & 2    | Vivien Saunders                 |
| 1965                                                    | St Andrews Links, Old Course       | Schotland     | Brigitte Varangot        | 4 & 3    | Belle Robertson                 |
| 1964                                                    | Royal St George's Golf Club        | Engeland      | Carol Sorenson           | 37 holes | Bridget Jackson                 |
| 1963                                                    | Royal County Down Golf Club        | Ierland       | Brigitte Varangot        | 3 & 1    | Philomena Garvey                |
| 1962                                                    | Royal Birkdale Golf Club           | Engeland      | Marley Spearman          | 1 up     | Angela Bonallack                |
| 1961                                                    | Carnoustie Golf Links              | Schotland     | Marley Spearman          | 7 & 6    | Diane J. Robb                   |
| 1960                                                    | Royal St David's Golf Club         | Wales         | Barbara McIntire         | 4 & 2    | Philomena Garvey                |
| 1959                                                    | Royal Ascot Golf Club              | Engeland      | Elizabeth Price          | 37 holes | Belle McCorkindale              |
| 1958                                                    | Hunstanton Golf Club               | Engeland      | Jessie Valentine         | 1 up     | Elizabeth Price                 |
| 1957                                                    | Gleneagles                         | Schotland     | Philomena Garvey         | 4 & 3    | Jessie Valentine                |
| 1956                                                    | Sunningdale Golf Club              | Engeland      | Wiffi Smith              | 8 & 7    | Mary Patton Janssen             |
| 1955                                                    | Royal Portrush Golf Club           | Ierland       | Jessie Valentine         | 7 & 6    | Barbara Romack                  |
| 1954                                                    | Ganton Golf Club                   | Engeland      | Frances Stephens         | 4 & 3    | Elizabeth Price                 |
| 1953                                                    | Royal Porthcawl Golf Club          | Wales         | Marlene Stewart          | 7 & 6    | Philomena Garvey                |
| 1952                                                    | Royal Troon Golf Club              | Schotland     | Moira Paterson           | 39 holes | Frances Stephens                |
| 1951                                                    | Broadstone Golf Club               | Engeland      | Catherine MacCann        | 4 & 3    | Frances Stephens                |
| 1950                                                    | Royal County Down Golf Club        | Noord-Ierland | Vicomtesse de St Sauveur | 3 & 2    | Jessie Valentine                |
| 1949                                                    | Royal St David's Golf Club         | Wales         | Frances Stephens         | 5 & 4    | Valerie Reddan                  |
| 1948                                                    | Royal Lytham & St Annes Golf Club  | Engeland      | Louise Suggs             | 1 up     | Jean Donald                     |
| 1947                                                    | Gullane Golf Club                  | Schotland     | Babe Zaharias            | 5 & 4    | Jacqueline Gordon               |
| 1946                                                    | Hunstanton Golf Club               | Engeland      | Jean Hetherington        | 1 up     | Philomena Garvey                |
| 1940-1945: niet gespeeld vanwege de Tweede Wereldoorlog |                                    |               |                          |          |                                 |
| 1939                                                    | Royal Portrush Golf Club           | Noord-Ierland | Pamela Barton            | 2 & 1    | Mrs. T Marks                    |
| 1938                                                    | Burnham & Berrow Golf Club         | Engeland      | Helen Holm               | 4 & 3    | Elsie Corlett                   |
| 1937                                                    | Turnberry Golf Club                | Schotland     | Jessie Anderson          | 6 & 4    | Dorothy Park                    |
| 1936                                                    | Southport and Ainsdale Golf Club   | Engeland      | Pamela Barton            | 5 & 3    | Bridgett Newell                 |
| 1935                                                    | Royal County Down Golf Club        | Ierland       | Wanda Morgan             | 3 & 2    | Pamela Barton                   |
| 1934                                                    | Royal Porthcawl Golf Club          | Wales         | Helen Holm               | 6 & 5    | Pamela Barton                   |
| 1933                                                    | Gleneagles                         | Schotland     | Enid Wilson              | 5 & 4    | Diana Plumpton                  |
| 1932                                                    | Saunton Golf Club                  | Engeland      | Enid Wilson              | 7 & 6    | Clem Purvis-Russell-Montgomery  |
| 1931                                                    | Portmarnock Golf Club              | Ierland       | Enid Wilson              | 7 & 6    | Wanda Morgan                    |
| 1930                                                    | Formby Golf Club                   | Engeland      | Diana Fishwick           | 4 & 3    | Glenna Collett-Vare             |
| 1929                                                    | St Andrews Links, Old Course       | Schotland     | Joyce Wethered           | 3 & 1    | Glenna Collett-Vare             |
| 1928                                                    | Hunstanton Golf Club               | Engeland      | Nanette le Blan          | 3 & 2    | S. Marshall                     |
| 1927                                                    | Royal County Down Golf Club        | Ierland       | Simone de la Chaume      | 5 & 4    | Dorothy Pearson                 |
| 1926                                                    | Royal St David's Golf Club         | Wales         | Cecil Leitch             | 8 & 7    | Marjorie Ross Garon             |
| 1925                                                    | Royal Troon Golf Club              | Schotland     | Joyce Wethered           | 37 holes | Cecil Leitch                    |
| 1924                                                    | Royal Portrush Golf Club           | Noord-Ierland | Joyce Wethered           | 7 & 6    | Mrs. F. Cautley                 |
| 1923                                                    | Burnham & Berrow Golf Club         | Engeland      | Doris Chambers           | 2 up     | Muriel Dodd Macbeth             |
| 1922                                                    | Royal St George's Golf Club        | Engeland      | Joyce Wethered           | 9 & 7    | Cecil Leitch                    |
| 1921                                                    | Turnberry                          | Schotland     | Cecil Leitch             | 4 & 3    | Joyce Wethered                  |
| 1920                                                    | Royal County Down Golf Club        | Ierland       | Cecil Leitch             | 7 & 6    | Molly Griffiths                 |
| 1919: niet gespeeld wegens staking van de spoorwegen    |                                    |               |                          |          |                                 |
| 1915-1918: niet gespeeld wegens de Eerste Wereldoorlog  |                                    |               |                          |          |                                 |
| 1914                                                    | Hunstanton Golf Club               | Engeland      | Cecil Leitch             | 2 & 1    | Gladys Ravenscroft              |
| 1913                                                    | Royal Lytham & St Annes Golf Club  | Engeland      | Muriel Dodd              | 8 & 6    | Evelyn Chubb                    |
| 1912                                                    | Turnberry Golf Club                | Schotland     | Gladys Ravenscroft       | 3 & 2    | Stella Temple                   |
| 1911                                                    | Royal Portrush Golf Club           | Ierland       | Dorothy Campbell         | 3 & 2    | Violet Hezlet                   |
| 1910                                                    | Royal North Devon Golf Club        | Engeland      | Elsie Grant Suttie       | 6 & 4    | Lily Moore                      |
| 1909                                                    | Royal Birkdale Golf Club           | Engeland      | Dorothy Campbell         | 4 & 3    | Florence Hezlet                 |
| 1908                                                    | St Andrews Links, Old Course       | Schotland     | Maud Titterton           | 19 holes | Dorothy Campbell                |
| 1907                                                    | Royal County Down Golf Club        | Ierland       | May Hezlet               | 2 & 1    | Florence Hezlet                 |
| 1906                                                    | Burnham & Berrow Golf Club         | Engeland      | Alice Kennion            | 4 & 3    | Bertha Thompson                 |
| 1905                                                    | Royal Cromer Golf Club             | Engeland      | Bertha Thompson          | 3 & 2    | Maud E. Stuart                  |
| 1904                                                    | Royal Troon Golf Club              | Schotland     | Lottie Dod               | 1 up     | May Hezlet                      |
| 1903                                                    | Royal Portrush Golf Club           | Ierland       | Rhona Adair              | 4 & 3    | Florence Walker-Leigh           |
| 1902                                                    | Royal Cinque Ports Golf Club       | Engeland      | May Hezlet               | 19 holes | Elinor C. Neville               |
| 1901                                                    | Aberdovey Golf Club                | Wales         | Molly Graham             | 3 & 1    | Rhona Adair                     |
| 1900                                                    | Royal North Devon Golf Club        | Engeland      | Rhona Adair              | 6 & 5    | Isabel Neville                  |
| 1899                                                    | Royal County Down Golf Club        | Ierland       | May Hezlet               | 2 & 1    | Jesse Magill                    |
| 1898                                                    | Great Yarmouth & Caister Golf Club | Engeland      | Lena Thomson             | 7 & 5    | Elinor C. Neville               |
| 1897                                                    | Gullane Golf Club                  | Schotland     | Edith C. Orr             | 4 & 2    | Theodora Orr (zuster van Edith) |
| 1896                                                    | Royal Liverpool Golf Club          | Engeland      | Amy Pascoe               | 3 & 2    | Lena Thomson                    |
| 1895                                                    | Royal Portrush Golf Club           | Ierland       | Lady Margaret Scott      | 5 & 4    | Emma M. Lythgoe                 |
| 1894                                                    | Littlestone Golf Club              | Engeland      | Lady Margaret Scott      | 3 & 2    | Issette Pearson                 |
| 1893                                                    | Royal Lytham & St Annes Golf Club  | Engeland      | Lady Margaret Scott      | 7 & 5    | Issette Pearson                 |